# Platanthera integra
Platanthera integra là một loài thực vật có hoa trong họ Lan. Loài này được (Nutt.) A.Gray ex L.C.Beck miêu tả khoa học đầu tiên năm 1848.